# دوسر
الدوسر (الاسم العلمي:Aegilops) جنس نباتي يتبع الفصيلة النجيلية من رتبة القبئيات., وتعرف بعض الأنواع بالأعشاب الغازية في أجزاء من أمريكا الشمالية.

## الوصف
هذه نباتات حولية، وهي سيقان أفقية مستمرة النمو من الجذور الجانبية على فترات. يصل أطول الأنواع إلى حوالي 80 سم في أقصى ارتفاع. والأوراق المسطحة هي اوراق خطية إلى ضيقة على شكل رمح، ويبلغ طولها 15 سم وعرضها واحد سم. الجزء الزهري وهو السنبلة وتتألف من 2 إلى 12 سنيبلة مفردة ويصل طول السنيبلة الواحدة إلى 1.2 سم. بعض السنيبلات لها واحد أو ثلاثة زوائد شعريه خشنة، وبعضها لا شيء.

## القمح
جنس الدوسر يلعب دورا هاما في تصنيف القمح. وقد نشأ القمح العادي المألوف عندما تم تهجين القمح المزروع مع الدوسر الطوشي منذ حوالي 8000 سنة.الدوسر والقمح متشابهان وراثيا، كما يتضح من قدرتهم على التهجين، ووجود الدوسر في التراث التطوري للعديد من القمح. يتم التعامل مع الدوسر في بعض الأحيان داخل القمح وهو يحتفظ بأجناس منفصلة من قبل معظم السلطات بسبب خصائصه الإيكولوجية، ولأنه عندما يكون موحد فإنه لا يشكل مجموعة أحادية الأنماط الخلوية.

## علم البيئة
ومن المعروف في علم البيئة بعض الدوسر على انه أعشاب ضارة. «أعشاب الماعز» تعرف ب ارتباط بين دوسر ثلاثي البوصات والدوسر الاسطواني، حيث أنه يدمر نباتات القمح، ويقلل من الغلة. تخلط بذوره مع حبوب القمح عند الحصاد، مما يقلل من جودة المحصول. ويمكن أيضا أن يؤوي الآفات مثل المن القمح الروسي والفطريات المسببة للأمراض. الدوسر الأخرى هي الأعشاب الضارة من المراعي والموائل البرية.

## الاستخدام ما قبل التاريخ كمصدر الغذاء البري
خلال العصر الحجري المتوسط، وجدت الشعوب الدوسر ينمو بريا جنبا إلى جنب مع القمح البري والشعير، حيث تم حصادهم باستخدام المناجل العظمية مع رقائق حادة من الصوان. وقد تركت النباتات المحصودة لتجف لبضعة أيام، ثم فصلت الحبوب الصالحة للأكل عن باقي المواد النباتية عن طريق ضرب النباتات بطبقة خشبية، أو عن طريق لفها على سطح صلب. ثم تم غرس البذور بعناية في جمر النار لإحراق ما تبقى من المواد النباتية غير الصالحة للأكل. تم حرق بعض الحبوب عن طريق الخطأ، وبما أن الحبوب المحترقة لا تتحلل أحيائيا تم العثور على بعضها من قبل علماء الآثار الحديثة.

## أصل الكلمة
اسم جنس إيجيلوبس يأتي من إجيلوس اليونانية، والتي يمكن أن تعني «الماعز»، «عشب يحبها الماعز»، أو ربما «عشب مماثلة لتلك التي يحبها الماعز».

## الأنواع
- دوسر أجرد (الاسم العلمي: Aegilops mutica)
- الدوسر الأجنبي (باللاتينية: Aegilops peregrina)
- دوسر أسطواني (الاسم العلمي: Aegilops cylindrica)
- دوسر أقطع (الاسم العلمي: Aegilops truncata)
- دوسر بوشيري (الاسم العلمي: Aegilops buschirica)
- دوسر بيضوي (الاسم العلمي: Aegilops ovata)
- دوسر ثلاثي البوصات (الاسم العلمي: Aegilops triuncialis)
- دوسر ثلاثي السفة (الاسم العلمي: Aegilops triaristata)
- دوسر جديد (الاسم العلمي: Aegilops nova)
- دوسر ذنبي (الاسم العلمي: Aegilops caudata)
- دوسر ذو البوصتين (الاسم العلمي: Aegilops biuncialis)
- دوسر ذو القرنين (الاسم العلمي: Aegilops bicornis)
- دوسر ركبي (الاسم العلمي: Aegilops geniculata)
- دوسر سميك (الاسم العلمي: Aegilops crassa)
- دوسر سميك فلسطيني (الاسم العلمي: Aegilops crassa var. Palaestina)
- دوسر سيرسي (الاسم العلمي: Aegilops searsii)
- دوسر شاروني (الاسم العلمي: Aegilops sharonensis)
- دوسر شبه مكنسي (الاسم العلمي: Aegilops speltoides)
- دوسر شتراوسي (الاسم العلمي: Aegilops straussii)
- دوسر شاروني (الاسم العلمي: Aegilops sharonensis)
- دوسر طوشي (الاسم العلمي: Aegilops tauschii)
- دوسر طويل (الاسم العلمي: Aegilops longissima)
- دوسر طويل السفة (الاسم العلمي: Aegilops longiaristata)
- دوسر عمودي (الاسم العلمي: Aegilops columnaris)
- دوسر غرينيري (الاسم العلمي: Aegilops grenieri)
- الدوسر الفافيلوفي (باللاتينية: Aegilops vavilovii)
- دوسر كوتشي (الاسم العلمي: Aegilops kotschyi)
- دوسر متغير (الاسم العلمي: Aegilops variabilis)
- دوسر مختلط (الاسم العلمي: Aegilops mixta)
- دوسر مظلي (الاسم العلمي: Aegilops umbellulata)
- دوسر منتفخ (الاسم العلمي: Aegilops ventricosa)
- دوسر منقبض (الاسم العلمي: Aegilops contracta)
- دوسر مهمل (الاسم العلمي: Aegilops neglecta)
- دوسر نضير (الاسم العلمي: Aegilops juvenalis)
- دوسر وبري (الاسم العلمي: Aegilops comosa)
- دوسر وحيد السفة (الاسم العلمي: Aegilops uniaristata)

### الأنواع التي تعتبر مرة واحدة أعضاء الدوسر ولكنها تعتبر الآن أكثر ملاءمة لأجناس أخرى:(Ctenium,Dactyloctenium,Elymus,Eremochloa,Ophiuros,Parapholis,Rottboellia, andTriticum)
- - عشب المعروف بشكله ك الاسنان -(Aegilops aromatica)

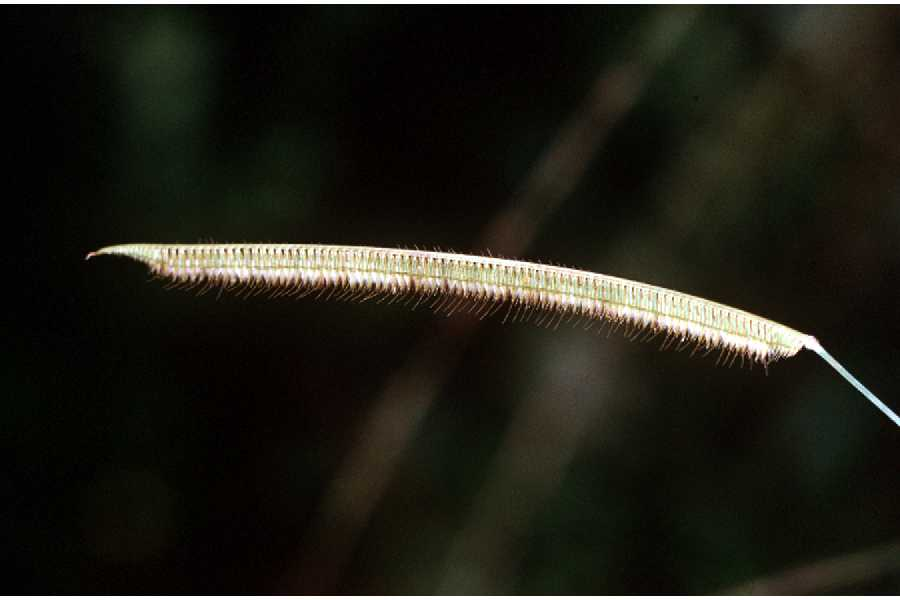

  - جنس خاص ينمو في أسيا وأستراليا ويعتبر من عائلة النجيليات -(Aegilops ciliaris) 

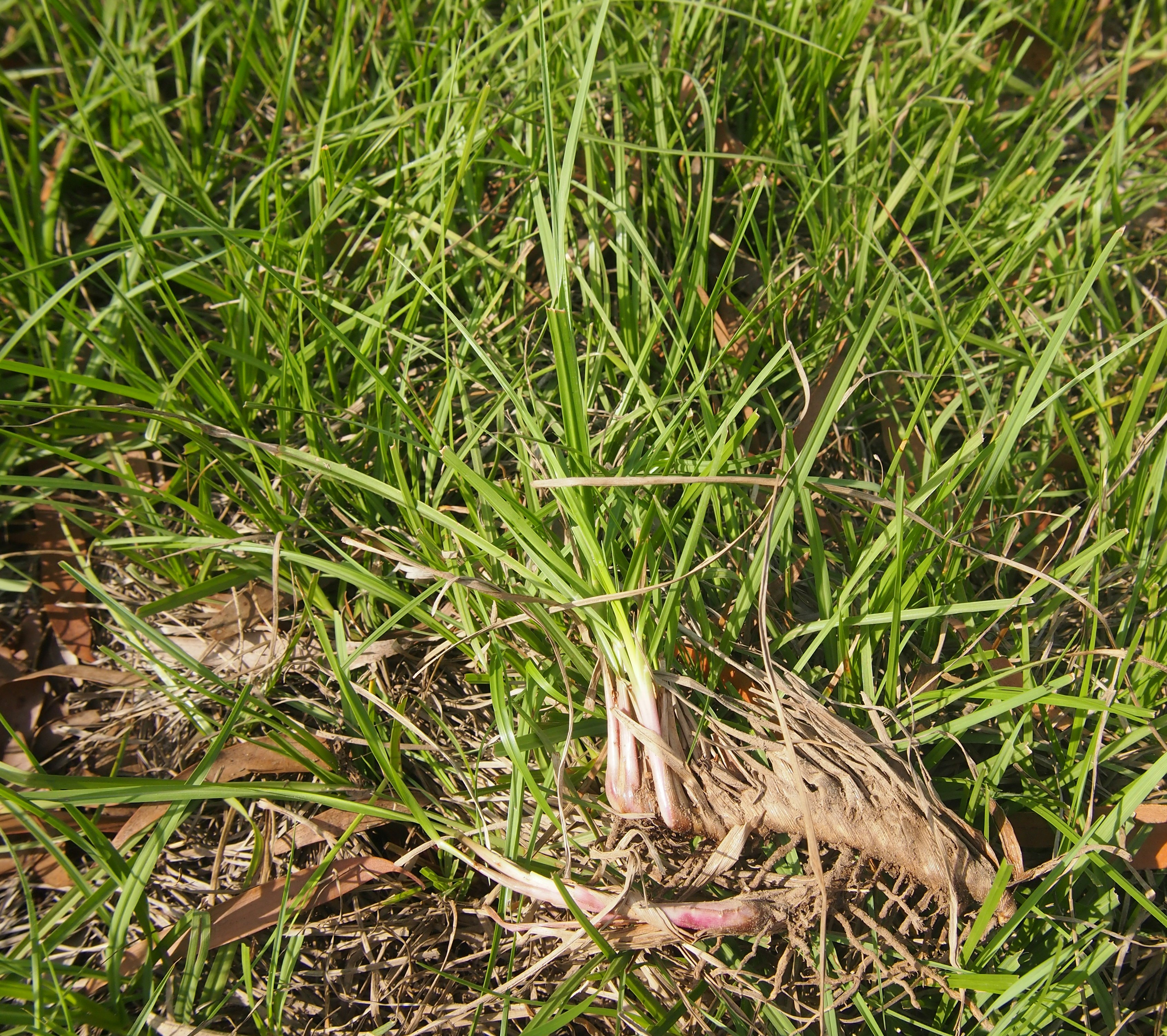

  - حبوب القمح «الحبة الواحدة»-(Aegilops crithodium)
  - الأنواع المعمرة من عائلة النجيلية والتي تكون في المناطق الاستوائية من أسيا -(Aegilops exaltata)
  - النجيليات التي تنمو في افريقيا، أسيا، أستراليا-(Aegilops fluviatilis)
  - النجيليات المنتشره في شمال أمريكا -(Aegilops hordeiformis)
  - الشعير البري المنتشرشمال أمريكا غرب نهر مسيسيبي -(Aegilops hystrix)
  - النجيليات القاسية المنحنية المنتشرة في اروربا، اسيا، شمال افريقيا -(Aegilops incurva)
  - النجيليات المنتشرة في اسيا، أستراليا -(Aegilops muricata)
  - النجيليات المصرية -(Aegilops saccharina)